# King Sejong Institute Foundation
Die King Sejong Institute Foundation (세종학당재단 Sejong Hakdang Jaedan, KSIF) ist eine Stiftung, die Kulturinstitute zur Förderung der koreanischen Sprache und dem Verständnis der Kultur weltweit betreibt. Es wurde 2012 von der südkoreanischen Regierung gegründet und ist nach König Sejong benannt, dem Erfinder des koreanischen Alphabets Hangeul. König-Sejong-Institute gab es im Juni 2022 an 244 Standorten in 84 Ländern. In Deutschland gibt es zwei König-Sejong-Institute: In Berlin und Tübingen. Es ist das südkoreanische Pendant zum deutschen Goethe-Institut.
Die King Sejong Institute Foundation ist nicht zu verwechseln mit der Sejong Foundation (Sejong-Stiftung) und dem Sejong Institute (Sejong-Institut), einer Forschungseinrichtung, die sich mit der koreanischen Wiedervereinigung befasst.